# Zemský okres Hameln-Pyrmont
Zemský okres Hameln-Pyrmont (německy Landkreis Hameln-Pyrmont) je zemský okres v německé spolkové zemi Dolní Sasko. Sídlem správy zemského okresu je město Hameln. Má přibližně 149 tisíc obyvatel. 

## Města a obce
| Města: 1. Bad Münder am Deister 2. Bad Pyrmont 3. Hameln 4. Hessisch Oldendorf | Obce: 1. Aerzen 2. Coppenbrügge 3. Emmerthal 4. Salzhemmendorf |